# 대기 순환

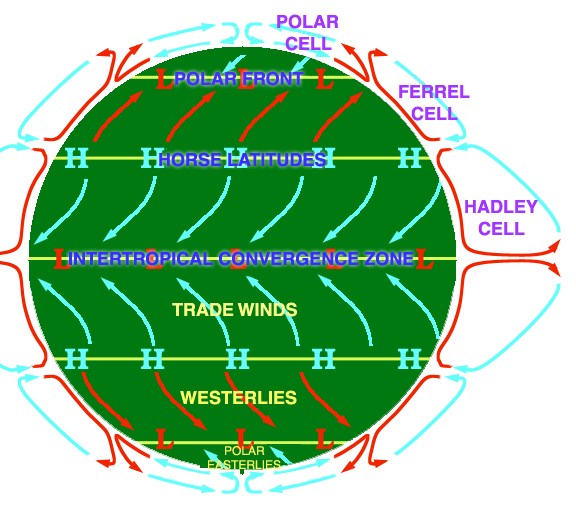
지구의 대기 대순환

대기 순환(大氣循環) 또는 대기 대순환(大氣大循環)은 전 지구적인 대기 운동으로 세개의 연직 순환(鉛直循環)과 세개의 항상풍으로 이루어져 있다.

## 연직 순환의 종류
- 극 순환(Polar Cell) : 극지방에서 하강하고 위도 60°부근에서 상승하는 순환
- 페렐 순환 (Ferrel Cell) : 극순환과 적도 순환 사이에 끼인 중위도 지역(위도 30° ~ 60°)에서의 순환
- 해들리 순환(Hadley Cell) : 적도지방에서 상승하고 중위도(위도 30° 부근)에서 하강하는 순환

대기가 하강하는 위도 30° 부근의 중위도 지방에 중위도 고압대와 극지방에 극 고압대가 있고, 대기가 상승하는 적도 지방에 적도 수렴대와 위도 60° 부근에는 한대 전선대가 있다. 이들 고압대로부터 저압대로 불어가는 세 가지의 항상풍은 각 연직순환에 대응해서 형성된다.

## 항상풍의 종류
- 무역풍 : 위도 30° 부근에 있는 중위도 고압대로부터 적도의 적도 수렴대를 향해 불어 들어가는 바람을 말한다. 북반구에서는 북동무역풍이, 남반구에서는 남동무역풍이 분다.
- 편서풍 : 중위도 고압대로부터 위도 60° 부근에 있는 한대 전선대로 불어가는 지상풍(地上風)이다.
- 극동풍 : 극지방에 있는 극 고압대로부터 한대 전선대를 향해 불어 들어오는 동풍 계열의 항상풍으로 편동풍(偏東風)이라고도 한다.

## 같이 보기
- 제트 기류